# 글리제 370
글리제 370은 돛자리 방향으로 지구에서 36광년 떨어져 있는 분광형 K5V의 주계열성이다. 이 별은 태양과 같은 단독성으로 알려져 있다. 겉보기 등급은 7.66으로 맨눈으로는 보이지 않으며, 쌍안경이나 작은 망원경이 있으면 자세히 관찰할 수 있다.

## 행성

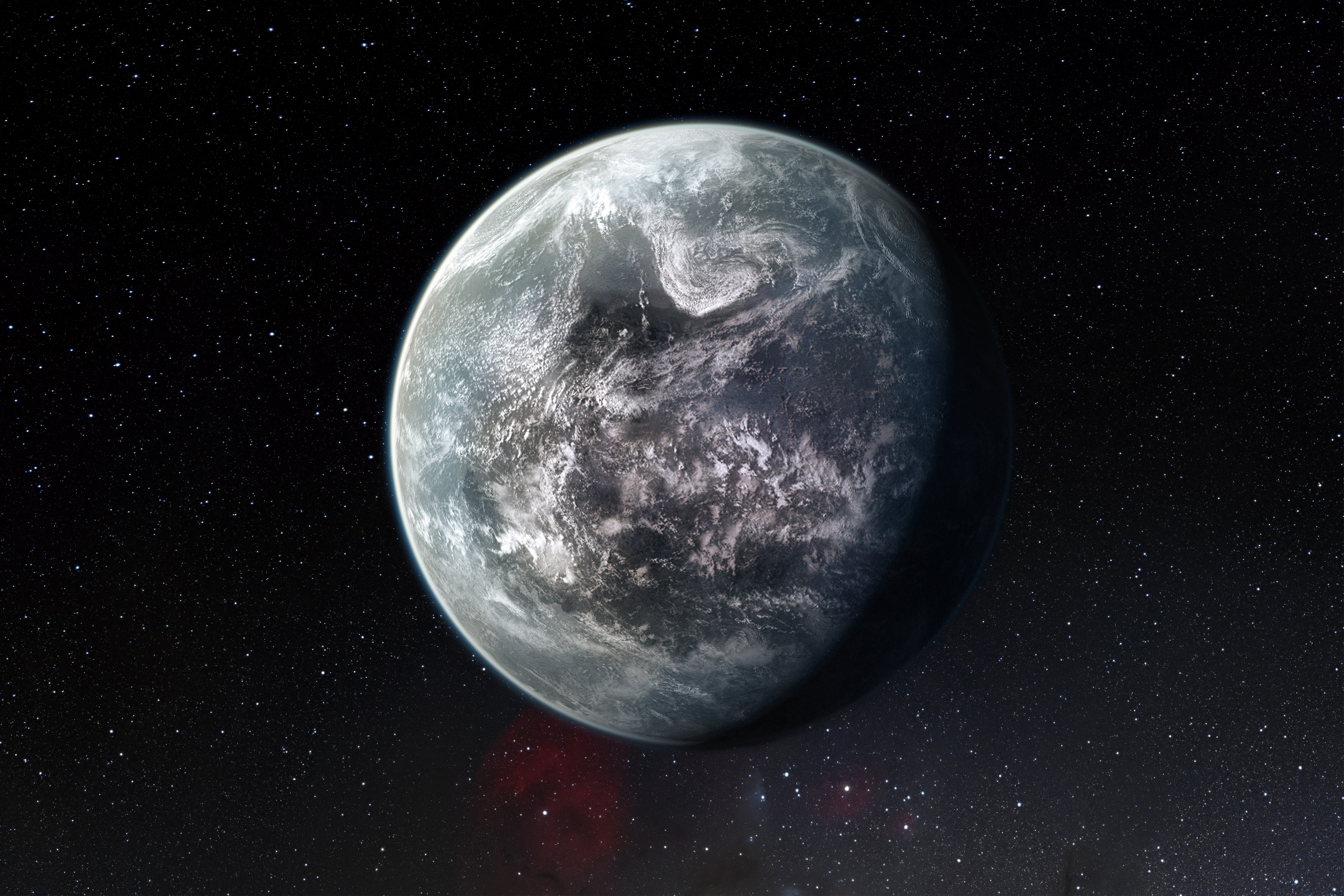
글리제 370 b의 상상화.

2011년 8월 19일 HARPS를 통해 글리제 370 주위를 도는 행성 글리제 370 b를 발견했다. 이 행성의 질량은 지구질량의 3.6배이며 생명체 거주가능영역 바로 안쪽을 돌고 있다. 글리제 370 b의 표면 50퍼센트 이상이 구름으로 덮여 있다면 액체 상태의 물이 표면에 존재할 수 있다. 이 행성은 글리제 581 d와 함께 현재까지는 가장 생명체가 존재할 가능성이 높은 후보이다.

## 참고 문헌
1. ↑  “Fifty New Exoplanets Discovered by HARPS”. 《ESO Science Release》. 2011년 9월 13일에 확인함.
2. ↑  F., Pepe;  외. (2011). “The HARPS search for Earth-like planets in the habitable zone: I – Very low-mass planets around HD20794, HD85512 and HD192310”. arXiv:1108.3447. Bibcode:2011yCat..35349058P. doi:10.1051/0004-6361/201117055. 이름 목록에서 |이름2=이(가) 있지만 |성2=이(가) 없음 (도움말)
3. ↑  L. Kaltenegger, S. Udry, F. Pepe. “A Habitable Planet around HD 85512?”. arXiv:1108.3561v1.